# アフリカ非核兵器地帯条約
アフリカ非核兵器地帯条約（アフリカひかくへいきちたいじょうやく、英：African Nuclear Weapons Free Zone Treaty）は、アフリカ大陸の非核化を定めた非核地帯条約である。

## 概要
1996年4月11日に、アフリカ諸国42カ国によって、カイロで調印された。発効に必要な28か国の批准がなかなか満たされず、2009年7月15日のブルンジ批准により、13年後になって発効した。
現在の署名国は54か国、うち批准を済ませたのは40か国である。条約署名国は、1つの例外を除いてアフリカ連合加盟国と一致する。2011年に独立した南スーダンがアフリカ連合に所属する唯一の条約不参加国である。
この条約は、通称でペリンダバ条約（ペリンダバじょうやく、英：Treaty of Pelindaba）と呼ばれている。ペリンダバは、南アフリカ原子力研究所がある南アフリカ共和国プレトリア近郊の町の名前で、ここで本条約が実質的に合意されたことによる。今後ここには、本条約の実施機関となるアフリカ原子力委員会が設置される予定である。

## 調印までの経緯
- 1961年、国際連合総会において、アフリカにおける核実験と核兵器の貯蔵・運搬などを取りやめることを内容とする「アフリカ非核地帯化宣言」が採択される[1]。
- 1964年、アフリカ統一機構 (OAU) 首脳会合でアフリカを非核地帯とする「カイロ宣言」が採択される。
- 1991年、南アフリカの核開発疑惑で条約化が遅れていたが、同国が核兵器開発を放棄し、核拡散防止条約 (NPT) に加盟したことから条約化実現に弾みがつく。
- 1995年、OAU首脳会議（6月）において、「アフリカ非核兵器地帯条約」の最終案文が採択される。
- 1996年、アフリカ諸国42カ国が条約に署名する。

## 主な内容
- 締約国による核爆発装置の研究・開発・製造・貯蔵・取得・所有・管理・実験、及び自国領域内における核爆発装置の配置、運搬、実験等を禁止
- 議定書（仏、中、英は批准済。米、露は署名のみ）では以下のことを禁止

1. 核兵器国による締約国に対する核爆発装置の使用および使用の威嚇
2. 域内（公海は含まない）における核爆発装置の実験